# Площадь поэзии (Харьков)
Площадь поэзии — площадь в центре Харькова

## История

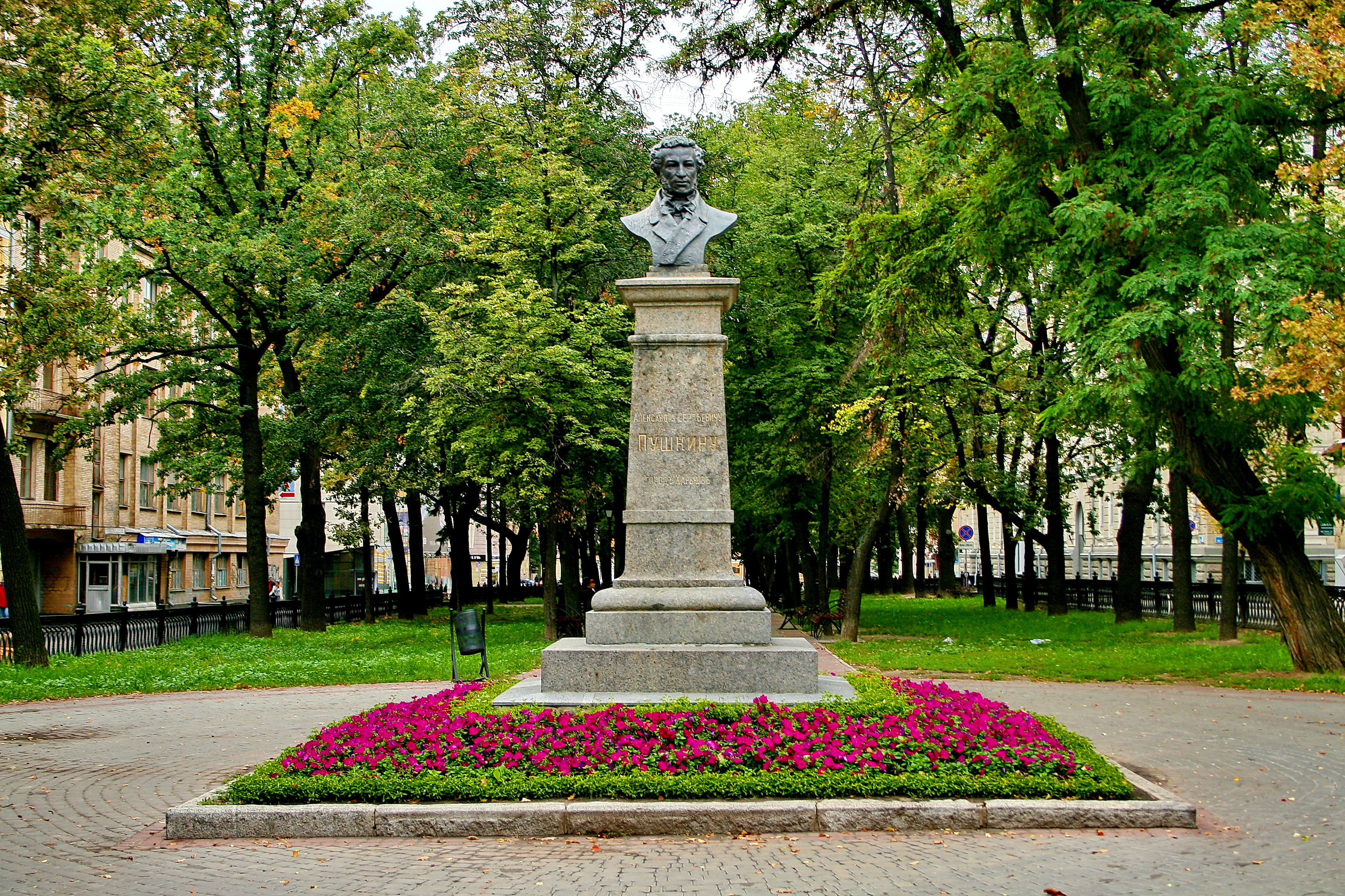
Памятник Александру Пушкину

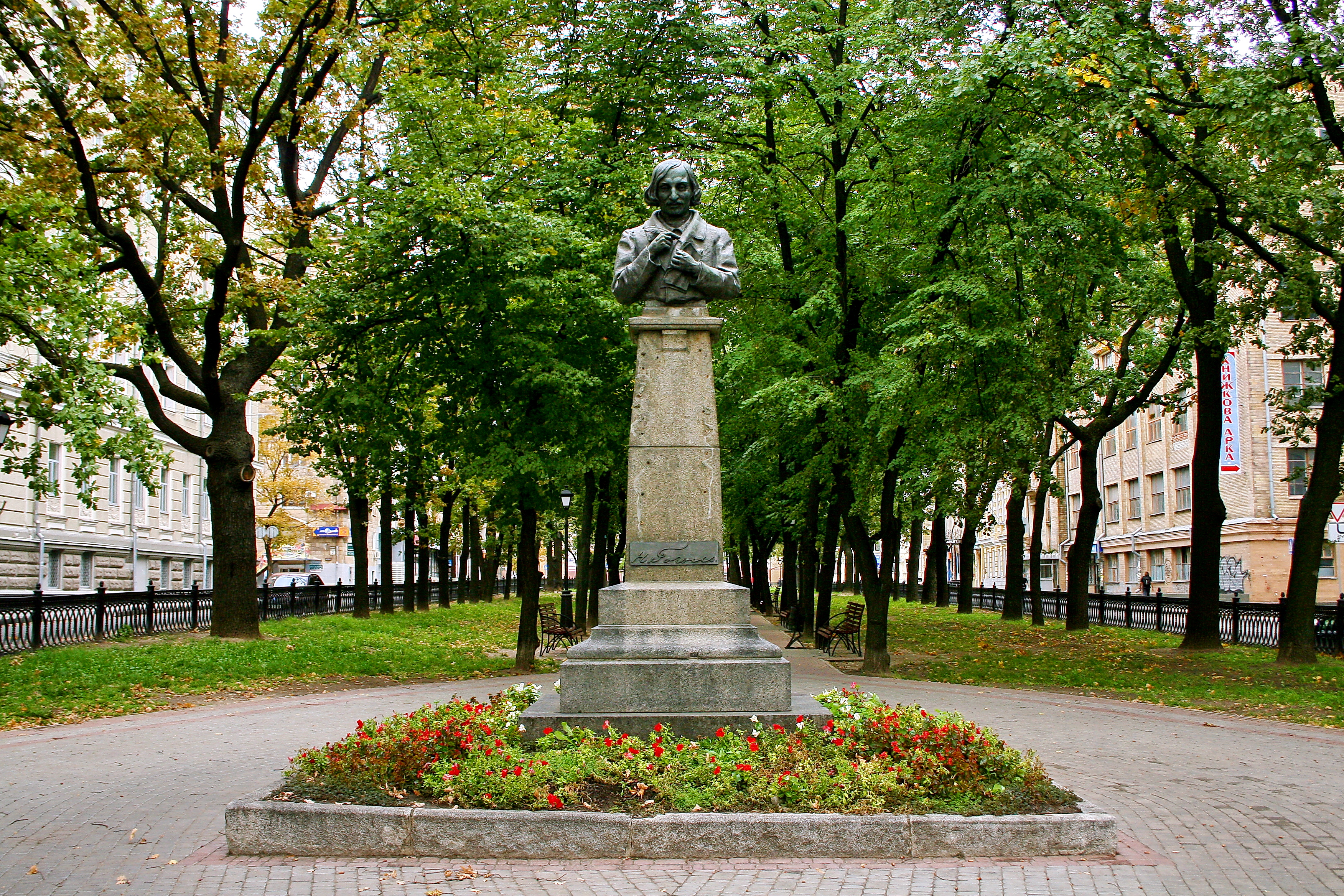
Памятник Николаю Гоголю

Во второй половине XVIII века этой площадью заканчивался город. За ним шёл ров, потом вал. В конце века здесь построили здание провиантского магазина, которое, кстати, сохранилось до наших дней.
В начале XIX века на площади торговали дровами, поэтому его ещё называли Дровяным. Во второй половине XIX века на площади создали Театральный сквер. В первые годы XX века здесь установили памятник Александру Пушкину, а пять лет спустя на противоположной стороне — памятник Николаю Гоголю.

## Театры на площади
В начале XIX века антрепренёры Калиновский и Штейн построили на площади деревянное театральное здание (Сейчас на этом месте располагается один из домов на углу улицы Пушкинской и Театрального спуска). Поэтому площадь, на которой она располагалась, назвали Театральной. Театр был достаточно велик и вместе с галереей имел три яруса. Зал и сцена освещались сальными свечами. Первым директором театра стал украинский писатель Григорий Федорович Квитка-Основьяненко, именно он пригласил на работу великого российского актёра Михаила Семеновича Щепкина .
По воспоминаниям Григория Квитки-Основьяненко, в то время в харьковском театре работали 40 актёров, балетная труппа состояла из 20 человек, а оркестр был первым во всех здешних губерниях. В театр частенько прохаживались студенты, но в 1818 году император Александр I запретил им посещать театр до особого распоряжения. Причиной послужил инцидент, произошедший в ноябре 1817 г., когда студенты при появлении в театре городского полицмейстера Лаврова подняли шум и разбрасывали листовки с требованием прекратить грубое отношение к студентам со стороны полиции.

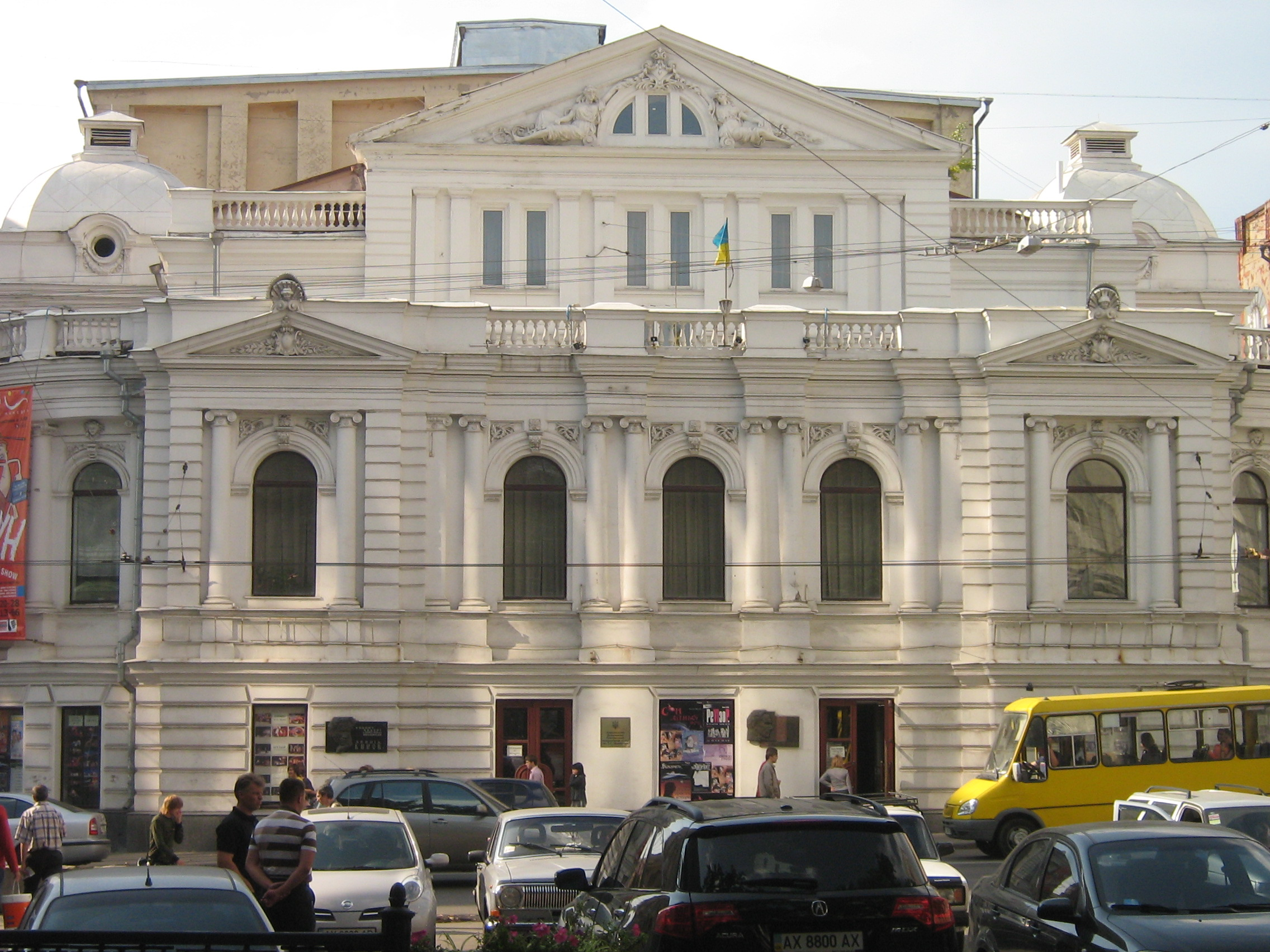
Театр имени Тараса Шевченко

А в середине XIX века владелец театра Млотковский начал строительство театрального помещения, проект которого сделал архитектор Андрей Тон. Театр был построен на другом конце площади, при выходе его на улицу Сумскую. Здание выгодно отличалось от старой. В зале было 60 лож, расположенных в трех ярусах, 150 кресел партера. Всего зал вмещал более тысячи человек. Зрительский зал хорошо отапливался и освещался керосиновыми лампами. По отзывам современников, харьковский театр считался лучшим среди провинциальных. Его торжественно открыли в августе 1842 года. Здесь выступали такие корифеи украинского театра, как Садовский, Саксаганский, Кропивницкий и Заньковецкая. Сюда из-за границы на гастроли приезжали Сара Бернар, Элеонора Дузе и даже знаменитая труппа режиссёра Мейерхольда.
В начале XX века режиссёр-новатор Лесь Курбас основал здесь украинский драматический театр «Березиль». В его труппе играли Амвросий Бучма, Валентина Чистякова, Наталия Ужвий. В здании театра выступали Владимир Маяковский, Анри Барбюс, Теодор Драйзер.

## Дом Государственного банка
Построен по проекту Петербургского архитектора Р. П. Голенищева  на рубеже XIX-XX веков и первоначально был двухэтажным. Спустя 30 лет по проекту архитекторов Бекетова и Пети здание Государственного банка надстроили, сохранив при этом общий стиль постройки. Здесь впервые применили метод наращивания стен под крышей, поднимаемый домкратами во время кладки стен. Это здание по-прежнему используется по прямому назначению — сейчас здесь располагается отделение Национального банка Украины.